# GS25
GS25（チエス イシボ）は、大韓民国で展開されているコンビニエンスストアチェーン。GSグループ（（株）GSリテール）の会社である。
旧名はLG25。2005年3月にLGグループをLGグループ、GSグループ、LSグループに3分割した際に、現在のGS25に改名した。
2019年11月、それまで韓国内の店舗数1位だったCUを抜いて業界最大手となった。

## ロゴ

2005年4月 - 2019年3月
2019年4月から